# Station Bolechowo
Station Bolechowo is een spoorwegstation in de Poolse plaats Bolechowo-Osiedle.